# ثيودور إتش. وايت
ثيودور إتش. وايت (بالإنجليزية: Theodore H. White)‏ (6 مايو 1915 في الولايات المتحدة - 9 مايو 1986، نيويورك في الولايات المتحدة)؛ مؤرخ، كاتب، صحفي وروائي أمريكي.

## الجوائز
- جائزة بوليتزر عن فئة الأعمال غير الخيالية

## روابط خارجية
- ثيودور إتش. وايت على موقع IMDb (الإنجليزية)
- ثيودور إتش. وايت على موقع الموسوعة البريطانية (الإنجليزية)
- ثيودور إتش. وايت على موقع إن إن دي بي (الإنجليزية)
- ثيودور إتش. وايت على موقع قاعدة بيانات الفيلم (الإنجليزية)